# Freddie Slater
Freddie Slater (Stratford-upon-Avon, Inglaterra, 9 de agosto de 2008) es un piloto de automovilismo británico. Ha sido campeón del Campeonato Mundial de Karting en 2020 y dos veces de Europa, y campeón de Fórmula 4 en los Emiratos Árabes Unidos e Italia en 2024. También resultó subcampeón del Campeonato Euro 4 y de la Fórmula Regional de Medio Oriente. Actualmente corre en el Campeonato GB3 y el Campeonato de Fórmula Regional Europea.

## Carrera deportiva

### Primeros años
Freddie Slater ganó un gran número de competiciones de karting, como el Mundial CIK-FIA y el Europeo CIK-FIA en la categoría OK-Junior y el Europeo CIK-FIA en KZ2. También fue segundo en KZ2 en la WSK Champions Cup.
En paralelo, inició su carrera en turismos, en el Campeonato Ginetta Junior, tras cumplir los 14 años en mediados de 2022. Ganó la serie invernal con tres victorias en cuatro carreras, y al año siguiente el campeonato principal a falta de dos rondas.

### Fórmula 4
En agosto de 2023, Slater hizo su debut en monoplazas con el equipo Double R Racing, participando en el Campeonato Británico de F4. Luego, participó en algunas rondas de distintos campeonatos de esta divisional.
En 2024, el británico compitió a tiempo completo en el Campeonato Emiratí con el equipo Mumbai Falcons. Se coronó campeón con dos victorias. Luego, compitió en el Campeonato Italiano con Prema Racing. Nuevamente, ganó el título, en esta ocasión con 13 victorias en las 18 carreras disputadas hasta ese momento.

### Campeonato GB3
A finales de 2024, Slater debutó en el Campeonato GB3 con Rodin Motorsport.  Para 2025, se convirtió en piloto a tiempo completo con Hillspeed. En la primera ronda, en Silverstone, ganó dos de las tres carreras.

### Fórmula Regional
Su debut en Fórmula Regional llegó en el Gran Premio de Macao de 2024, donde terminó abandonando en la última vuelta tras un choque en la lucha por el podio. En invierno del año siguiente, compitió en la Fórmula Regional de Medio Oriente. Con cuatro victorias alcanzó el subcampeonato, detrás de Evan Giltaire.

## Resumen de carrera
| Temporada | Categoría                                       | Equipo                        | Carreras     | Victorias    | Poles        | VR           | Podios       | Puntos       | Pos.         |
| --------- | ----------------------------------------------- | ----------------------------- | ------------ | ------------ | ------------ | ------------ | ------------ | ------------ | ------------ |
| 2022      | Campeonato Ginetta Junior                       | R Racing                      | 9            | 0            | 0            | 0            | 0            | 133          | 15.º         |
| 2022      | Campeonato de Invierno Ginetta Junior           | R Racing                      | 4            | 3            | 1            | 2            | 3            | ?            | 1.º          |
| 2023      | Campeonato Ginetta Junior                       | R Racing                      | 20           | 16           | 13           | 6            | 18           | 660          | 1.º          |
| 2023      | Campeonato de F4 Británica                      | Double R Racing               | 6            | 0            | 0            | 1            | 0            | 52           | 17.º         |
| 2023      | Campeonato de Italia de Fórmula 4               | Van Amersfoort Racing         | 6            | 0            | 0            | 0            | 0            | 24           | 16.º         |
| 2023      | Campeonato Euro 4                               | Prema Racing                  | 6            | 0            | 1            | 0            | 0            | 30           | 10.º         |
| 2023      | Ronda Trofeo del Campeonato de EAU de Fórmula 4 | Prema Racing                  | 2            | 0            | 0            | 0            | 1            | N/A          | NC           |
| 2023      | Carrera de Fórmula 4 de Macao                   | SJM Theodore Prema Racing     | 1            | 0            | 0            | 0            | 0            | N/A          | 9.º          |
| 2024      | Campeonato de EAU de Fórmula 4                  | Mumbai Falcons Racing Limited | 15           | 2            | 0            | 4            | 6            | 172          | 1.º          |
| 2024      | Campeonato de Italia de Fórmula 4               | Prema Racing                  | 21           | 15           | 11           | 10           | 16           | 383          | 1.º          |
| 2024      | Campeonato Euro 4                               | Prema Racing                  | 9            | 2            | 2            | 1            | 4            | 106          | 2.º          |
| 2024      | Campeonato GB3                                  | Rodin Motorsport              | 3            | 0            | 0            | 0            | 0            | 51           | 22.º         |
| 2024      | Gran Premio de Macao                            | SJM Theodore Prema Racing     | 1            | 0            | 0            | 0            | 0            | N/A          | 13.º         |
| 2025      | Campeonato de Fórmula Regional de Medio Oriente | Mumbai Falcons Racing Limited | 15           | 4            | 4            | 4            | 5            | 228          | 2.º          |
| 2025      | Campeonato de Fórmula 3 de la FIA               | AIX Racing                    | Disputándose | Disputándose | Disputándose | Disputándose | Disputándose | Disputándose | Disputándose |
| 2025      | Campeonato de Fórmula 3 de la FIA               | Hitech TGR                    | Disputándose | Disputándose | Disputándose | Disputándose | Disputándose | Disputándose | Disputándose |
| 2025      | Campeonato GB3                                  | Hillspeed                     | Disputándose | Disputándose | Disputándose | Disputándose | Disputándose | Disputándose | Disputándose |
| 2025      | Campeonato de Fórmula Regional Europea          | Prema Racing                  | Disputándose | Disputándose | Disputándose | Disputándose | Disputándose | Disputándose | Disputándose |
| Fuente:   |                                                 |                               |              |              |              |              |              |              |              |

## Resultados

### Campeonato de Fórmula 3 de la FIA
(Clave) (negrita indica pole position) (cursiva indica vuelta rápida puntuable)

| Año   | Escudería  | 1   | 1   | 2   | 2   | 3   | 3   | 4   | 4   | 5   | 5   | 6   | 6   | 7   | 7   | 8   | 8   | 9   | 9   | 10  | 10  | Pos. | Puntos | Ref.   |
| ----- | ---------- | --- | --- | --- | --- | --- | --- | --- | --- | --- | --- | --- | --- | --- | --- | --- | --- | --- | --- | --- | --- | ---- | ------ | ------ |
| 2025* |            | MEL | MEL | SAK | SAK | IMO | IMO | MON | MON | BAR | BAR | SPI | SPI | SIL | SIL | SPA | SPA | BUD | BUD | MNZ | MNZ | 24.º | 10     | [ 12 ] |
| 2025* | AIX Racing |     |     | 2   | Ret |     |     |     |     |     |     |     |     |     |     |     |     |     |     |     |     | 24.º | 10     | [ 12 ] |
| 2025* | Hitech TGR |     |     |     |     |     |     |     |     |     |     |     |     |     |     |     |     |     |     |     |     | 24.º | 10     | [ 12 ] |

- * Temporada en progreso.